# Subaraknoidalblödning
Subaraknoidalblödning, ibland förkortat SAB, är en blödning in i subarachnoidalrummet – området mellan subaraknoidalrummet – spindelvävshinnan – och pia mater som omger hjärnan. Symtomen kan inkludera svår huvudvärk med snabbt debut, kräkningar, minskad medvetandenivå, feber och ibland kramper. Nackstelhet eller nacksmärta är också relativt vanligt. Hos ungefär en fjärdedel av inträffar en liten blödning med övergående symtom inom en månad före en större blödning.
SAB kan uppstå som ett resultat av ett skalltrauma eller spontant. Vanligast är från ett brustet cerebralt aneurysm. Riskfaktorer för spontana blödningar är högt blodtryck, rökning, ärftlighet, alkoholism och kokainmissbruk. I allmänhet kan diagnosen fastställas genom en datortomografi av huvudet om den görs inom sex timmar efter symtomdebut. Ibland krävs också en lumbalpunktion som vid en subaraknoidalblödning kan påvisa xantokromi. Efter bekräftad diagnos utförs vanligtvis ytterligare tester för att fastställa den bakomliggande orsaken.
Behandling sker genom omedelbar neurokirurgi eller endovaskulär coiling, d.v.s. att kärlet lagas inifrån med hjälp av radiografi. Mediciner som labetalol kan behövas för att sänka blodtrycket tills behandling kan ske. Insatser för att behandla feber rekommenderas också. Nimodipin, en kalciumkanalblockerare, används ofta för att förhindra vasospasm. Rutinanvändningen av mediciner för att förhindra ytterligare epileptiska kramper är av oklar nytta. Nästan hälften av personer med SAB på grund av ett underliggande aneurysm dör inom 30 dagar och ungefär en tredjedel som överlever har kvarstående svårigheter. Mellan tio och femton procent dör innan de når sjukhus.
Spontan SAB förekommer hos cirka en av 10 000 personer per år. Kvinnor är oftare drabbade än män. Även om förekomsten ökar med ålder, är cirka 50 % av de insjuknade personerna under 55 år. SAB är en form av stroke och omfattar cirka 5 procent av alla stroke. Kirurgi som behandlingsmetod för aneurysm introducerades på 1930-talet. Sedan 1990-talet behandlas dock de flesta aneurysm med en mindre invasiv procedur som kallas endovaskulär coiling, vilket utförs genom att aneurysmet tätas inifrån blodkärlet med hjälp av radiologisk intervention.

## Symtom
Det mest klassiska symtomet på subaraknoidal blödning är åskknallshuvudvärk (en huvudvärk som beskrivs som "att träffas av blixten", den "värsta någonsin", och som utvecklas över några sekunder till minuter). Denna huvudvärk pulserar ofta mot nacken eller huvudets baksida. Ungefär en tredjedel av personerna har inga symtom förutom den karakteristiska huvudvärken, och ungefär var tionde person som söker vård med detta symtom får senare diagnosen subaraknoidal blödning. Kräkningar kan förekomma, och 1 av 14 får drabbas också av krampanfall. Förvirring, sänkt medvetandenivå eller koma kan förekomma, liksom stelhet i nacken och andra tecken på meningism. 
Nackstelhet uppträder vanligtvis sex timmar efter den initiala debuten av en SAH.  Isolerad dilatation av en pupill och förlust av pupillreaktion kan indikera herniering d.v.s. inklämning av hjärnan, till följd av stigande intrakraniellt tryck (tryck inuti skallen).  Intraokulär blödning (blödning i ögongloben) kan uppstå till följd av det förhöjda trycket: subhyaloidblödning (blödning under hyaloidmembranet, som omsluter ögats glaskropp) och glaskroppsblödning kan vara synliga vid fundoskopi. Detta är känt som Tersons syndrom (förekommer i 3–13 procent av fallen) och är vanligare vid svårare SAH. 
Påverkan på oculomotorisnerven (ögat tittar nedåt och utåt samt en oförmåga att lyfta ögonlocket på samma sida ) eller pares (förlust av rörelse) kan indikera blödning från den bakre kommunikantartären.Kramper är vanligare om blödningens ursprung är ett aneurysm - det är dock generellt svårt att förutsäga lokalisation och ursprung till blödningen utifrån symtomen. SAH hos en person som har krampanfall är ofta diagnostiskt för en cerebral arteriovenös missbildning.
Kombinationen av intracerebral blödning och förhöjt intrakraniellt tryck leder till ett "sympatisk påslag", dvs en överaktivering av det sympatiska nervsystemet. Detta tros ske genom två mekanismer, en direkt effekt på ryggmärgen, medulla, vilket leder till aktivering av det nedåtgående sympatiska nervsystemet och en lokal frisättning av inflammatoriska mediatorer som cirkulerar till den perifera cirkulationen där de aktiverar det sympatiska systemet. Som en konsekvens av den sympatiska aktiveringen sker en plötslig höjning av blodtrycket; medierad av ökad kontraktilitet i hjärnans ventriklar samt ökad vasokonstriktion vilket leder till ökat systemiskt vaskulärt motstånd. Konsekvenserna av denna sympatiska aktivering kan vara plötsliga, allvarliga och ofta livshotande. De höga plasmakoncentrationerna av adrenalin kan också orsaka hjärtarytmier (oregelbundenheter i hjärtfrekvens och rytm), elektrokardiografiska förändringar (i 27 procent av fallen). Hjärtstillestånd (i 3 procent av fallen) kan också ske plötsligt efter en subaraknoidalblödning. Ytterligare en konsekvens av denna process är neurogent lungödemdär en process med ökat tryck i lungcirkulationen orsakar läckage av vätska från lungkapillärerna in i luftutrymmena, alveolerna, i lungan.
Subaraknoidal blödning kan också uppstå hos personer som har råkat ut för ett skalltrauma. Symtom kan då vara huvudvärk, minskad medvetandenivå och hemipares (svaghet i ena sidan av kroppen). SAH är vanligt förekommande vid traumatisk hjärnskada och har dålig prognos om den är förknippad med försämring av medvetandenivån.